# Juan Cáceres
Juan Miguel Cáceres Palomares (Chancay, 27 de diciembre de 1949) es un exfutbolista peruano, que jugaba en la posición de arquero. 

## Trayectoria
Juan Cáceres, más conocido como Papelito, nació el 27 de diciembre de 1949 en Chancay, ciudad ubicada al norte de Lima, Perú.
Se inició como arquero del Municipal de Chancay en 1968, luego se probó en Defensor Arica en 1969 pero dejó pues delante había 3 experimentados; recién hizo su debut en el cuadro de Breña en 1971, luego jugó en CNI de Iquitos en los años 1973 y 1974.
Luego jugaría por Universitario de Deportes en la liga peruana de fútbol donde alcanzó la fama la noche del 21 de marzo de 1975 en Montevideo. Siendo el único arquero que curiosamente tenía solo cuatro dedos en la mano derecha, se convirtió en una auténtica muralla ante Peñarol. Atajó de todo, incluso un penal en el minuto final, ante un disparo de los doce pasos al famoso goleador Fernando Morena. En aquella oportunidad ganó la "U" 1-0 con gol de Oswaldo "Cachito" Ramírez y siendo "Papelito" el héroe del encuentro. "Había como sesenta mil uruguayos que no dejaban de cantar sobre mis oídos, pero yo nunca me desconcentré", fueron sus palabras. 
Posteriormente fue jugador de Unión Huaral en 1977, de Alianza Lima en 1978 y 1979, de Melgar en 1980, del ADT de Tarma 1981 a 1983 y de Club Juventud La Joya de Chancay 1984 a 1986. Se retiró jugando en Sport Los Dinámicos de su ciudad natal.

## Selección Peruana
Jugó por la selección de fútbol del Perú siendo el tercer arquero en el mundial de Argentina 1978 después de Quiroga y Sartor. Usó la camiseta número 13 en ese Mundial, un número resistido usar en sus otros compañeros.

### Participaciones en Copas del Mundo
| Mundial                        | Sede      | Resultado        |
| ------------------------------ | --------- | ---------------- |
| Copa Mundial de Fútbol de 1978 | Argentina | Cuartos de final |

## Actualidad
Desde el año 2006 hasta mediados del año 2016 Cáceres estuvo trabajando en la Universidad San Martín en la Preparación de Arqueros.
En diciembre del 2014 sufrió un accidente, el auto en que viajaba, al ser embestido por un vehículo, impactó contra un ómnibus. Tras el triple choque sus dos piernas fueron afectadas, y la izquierda tuvo que ser enyesada por haberse dañado los tendones.

## Clubes
| Club                      | País | Año         |
| ------------------------- | ---- | ----------- |
| Defensor Arica            | Perú | 1971 - 1972 |
| CNI de Iquitos            | Perú | 1973 - 1974 |
| Universitario de Deportes | Perú | 1975 - 1976 |
| Unión Huaral              | Perú | 1977        |
| Alianza Lima              | Perú | 1978 - 1979 |
| Melgar                    | Perú | 1980        |
| ADT de Tarma              | Perú | 1981 - 1983 |
| Juventud La Joya          | Perú | 1984 - 1986 |
| Sport Los Dinámicos       | Perú | 1990        |